# Alexandra Engelhardt
Alexandra Engelhardt – Demmel (ur. 29 grudnia 1982) – niemiecka zapaśniczka startująca w stylu wolnym. Dwukrotna olimpijka. Zajęła czternaste miejsce w Pekinie 2008 i jedenaste w Londynie 2012 w kategorii 48 kg.

## Kariera sportowa
Piąta na mistrzostwach świata w 2007. Zdobyła cztery medale na mistrzostwach Europy w latach 2003 – 2012. Srebrna medalistka wojskowych MŚ z 2014. Piąta w Pucharze Świata w 2007 i siódma w 2003.
Sześciokrotna mistrzyni Niemiec w latach: 2001, 2007 – 2011; druga w 2002, 2003, 2004 i 2006, a trzecia w 2000 roku.